# Jujutla
Jujutla è un comune del dipartimento di Ahuachapán, in El Salvador.
Amministrativamente è divisa in 13 cantones: Barra de Santiago, El Diamante, Faya, Guayapa Abajo, Guayapa Arriba, Las Mesas, Los Amates, Rosario Abajo, Rosario Arriba, San Antonio, San José El Naranjo, Tihuicha e Zapua.